# Kärmesaari (ö i Södra Savolax, S:t Michel, lat 61,32, long 27,27)
Kärmesaari är en ö i Finland. Den ligger i sjön Hämeenjärvi och i kommunen Sankt Michel i den ekonomiska regionen  S:t Michel och landskapet Södra Savolax, i den södra delen av landet, 180 km nordost om huvudstaden Helsingfors. Öns area är 0,3 hektar och dess största längd är 100 meter i sydöst-nordvästlig riktning.